# Bad Pirawarth
Bad Pirawarth est une commune autrichienne du district de Gänserndorf en Basse-Autriche.